# Mihaljevci
Mihaljevci is een plaats in de gemeente Požega in de Kroatische provincie Požega-Slavonië. De plaats telt 792 inwoners (2001).